# Asjha Jones
Asjha Takera Jones (ur. 1 sierpnia 1980 w Piscataway Township) – amerykańska koszykarka występująca na pozycjach silnej skrzydłowej lub środkowej, reprezentantka kraju, mistrzyni świata oraz olimpijska.

## Osiągnięcia
Na podstawie, o ile nie zaznaczono inaczej.
NCAA
- Mistrzyni:
  - NCAA (2000, 2002)
  - turnieju konferencji Big East (1999–2002)
  - sezonu regularnego Big East (1999–2002)
- Uczestniczka rozgrywek:
  - NCAA Final Four (2000, 2001, 2002)
  - Sweet 16 turnieju NCAA (1999–2002)
- Most Outstanding Player (MOP=MVP) turnieju Big East (2002)
- Zaliczona do:
  - I składu:
    - All-American (1998 przez WBCA)
    - NCAA Final Four (2000, 2002)
    - Mideast Region (2002)
    - Big East (2002)
    - turnieju Big East (1999, 2001)
    - debiutantek Big East (1999)

  - III składu All-American (2002 przez Associated Press)

WNBA
- Mistrzyni WNBA (2015)
- Wicemistrzyni WNBA (2004, 2005)
- Zaliczona do II składu WNBA (2008)
- Uczestniczka meczu gwiazd WNBA (2007, 2009)

Inne drużynowe
- Mistrzyni Rosji (2009, 2010)
- Wicemistrzyni:
  - Euroligi (2012)
  - EuroCup (2013)
- Brąz:
  - Euroligi (2008–2010)
  - mistrzostw Rosji (2008)
- Zdobywczyni pucharu Rosji (2009, 2010)
- 4. miejsce podczas mistrzostw Hiszpanii (2012)

Inne indywidualne
- MVP Final 8 Euroligi (2012)

Reprezentacja
- Mistrzyni:
  - świata (2010)
  - olimpijska (2012)